# Ягмурова, Курбансолтан
Курбансолтан Ягмурова — советский хозяйственный, государственный и политический деятель.

## Биография
Родилась в 1922 году в Закаспийской области. Член КПСС с 1958 года.
В 1941—1953 — колхозница, звеньевая в колхозе «Большевик» Тедженского района Марыйской области Туркменской ССР.
В 1953—1985 — бригадир хлопководческой бригады № 1 колхоза имени Жданова Тедженского района Марыйской области Туркменской ССР.
Депутат Верховного Совета Туркменской ССР 5-го созыва, Верховного Совета СССР 6-го созыва. Делегат XXIV съезда КПСС.
Жила в Туркмении.

## Награды
- Орден Ленина (08.04.1971)
- Орден Трудового Красного Знамени (01.10.1965)
- Орден Знак Почёта (11.01.1957)